# Meuble colonne
 (signalé en mai 2025).
Si vous disposez d'ouvrages ou d'articles de référence ou si vous connaissez des sites web de qualité traitant du thème abordé ici, merci de compléter l'article en donnant les références utiles à sa vérifiabilité et en les liant à la section « Notes et références ».
- Archive Wikiwix
- Bing
- Cairn
- DuckDuckGo
- E. Universalis
- Gallica
- Google
- G. Books
- G. News
- G. Scholar
- Persée
- Qwant
- (zh) Baidu
- (ru) Yandex
- (wd) trouver des œuvres sur Wikidata

Un meuble colonne est un meuble traditionnel qui se distingue par son développement en hauteur en comparaison des autres dimensions qui, elles, varient selon l’usage, le lieu, le style, etc.

## Variétés
Le meuble colonne peut être droit ou en angle.
L’intérieur du meuble peut comporter des rayons, des tiroirs, les deux à la fois ou être complètement vide pour recevoir des objets hauts (balais).
L’avant peut être ouvert ou fermé par une vitre, une porte à battant, un rideau, etc. 

## Utilisations
L’encombrement réduit de ce meuble le destine à tous les usages et toutes les pièces d’une habitation :
- cuisine pour le rangement du four et du micro-onde ;
- salon ou salle de séjour pour accueillir la TV, la chaîne hi-fi et leurs accessoires, l’aquarium, le bar, etc ;
- toilettes pour occuper l’espace au-dessus des W.C. ;
- salle de bains.

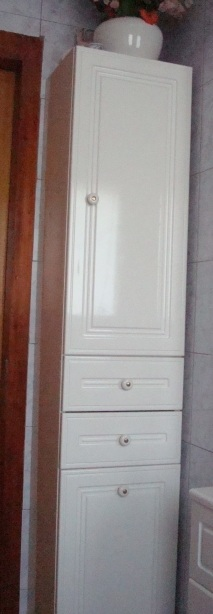
Colonne de salle de bains.
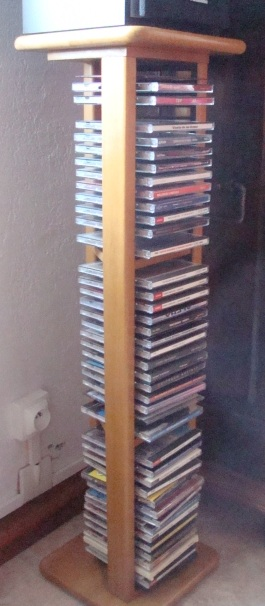
Colonne porte disques.